# Hinter Gittern/Staffel 1
Dieser Artikel enthält alle Episoden der ersten Staffel der deutschen Fernsehserie Hinter Gittern, sortiert nach der Erstausstrahlung. Sie wurden vom 22. September 1997 bis zum 30. März 1998 auf dem deutschen Sender RTL gesendet.

## Episoden
| Nr. (ges.) | Nr. (St.) | Originaltitel          | Zusammenfassung | Erstausstrahlung D |
| ---------- | --------- | ---------------------- | --- | ------------------ |
| 1          | 1         | Neuzugänge             | Susanne Teubner wird wegen Mordes an ihrem Ehemann verurteilt und in die JVA Reutlitz eingeliefert und muss den harten Gefängnisalltag erleben. Mit ihr ist auch Martina Thielmann ein Neuzugang, die aufgrund ihres vermeintlichen Kindsmordes von den Insassinnen verachtet wird. Die Ernährungssituation in der JVA spitzt sich zudem zu. Jeanette wird nach einer Lebensmittelvergiftung ins Krankenhaus eingeliefert. Während Walter die Insassinnen dazu anstiftet, wegen des schlechten Essens zu meutern, bricht in der Küche ein Brand aus.                                      | 22. Sep. 1997      |
| 2          | 2         | Sieg oder Untergang    | Der Brand wird gelöscht und Mutz wird aus der Küche gerettet, aber mit einer Rauchvergiftung ins Krankenhaus eingeliefert. Die Frauen meutern jedoch weiter und nehmen Silke Jakoby und Gerhard Zöllner in ihre Gewalt. Das Ministerium ernennt Dr. Kaltenbach zur neuen Anstaltsleiterin, die es schafft, mit den Frauen einen Kompromiss zu finden. | 29. Sep. 1997      |
| 3          | 3         | Die Kindsmörderin      | Dr. Kaltenbach bemerkt ihren schlechten Stand beim Gefängnispersonal. Martina wird von den Insassinnen, insbesondere von Walter, zutiefst gequält und gefoltert. Als Zöllner ihre Situation ausnutzen und sie vergewaltigen will, wehrt sich Martina, indem sie ihm Haarspray in die Augen sprüht. Mutz schafft es schließlich, die Frauen davon zu überzeugen, Martina nicht noch länger zu bestrafen. | 6. Okt. 1997       |
| 4          | 4         | Alles hat seinen Preis | Die JVA wird gründlich nach Drogen durchsucht. Zöllner entdeckt, dass Dagmar die Drogen verkauft, deckt sie aber, um mit ihr gemeinsame Sache zu machen. Susanne gerät in Verdacht, hinter den Drogen zu stecken. Ebenso muss Susanne erfahren, dass ihre Tochter Nina jahrelang von ihrem Vater sexuell missbraucht wurde. | 13. Okt. 1997      |
| 5          | 5         | Mutterliebe            | Als Susanne erfährt, dass Marlies ihr das Sorgerecht für ihre Kinder entzogen hat, bricht für sie eine Welt zusammen. Sie begeht daraufhin einen Suizidversuch. Mutz ist froh, schon bald aus dem Vollzug entlassen zu werden. Erstmals nach 15 Jahren nimmt sie Kontakt zu ihrer Tochter auf. Zusammen verbringen sie Mutz' ersten Freigang, doch Gaby will ihre Mutter vor ihrer Familie verheimlichen. | 20. Okt. 1997      |
| 6          | 6         | Der Preis der Freiheit | Um weiterhin Drogen in die JVA schmuggeln zu können, nähert Zöllner sich an Jutta an, um Einsicht in den Kontrollplan zu bekommen; zwischen beiden beginnt eine Affäre. Mutz Entlassung steht an. Bei ihrem letzten Freigang muss sie erfahren, dass Gaby sie vor ihrer Familie für tot erklärt hat. Den Frauen aus Reutlitz fällt der Abschied von Mutz nicht leicht. | 27. Okt. 1997      |
| 7          | 7         | Unter Druck            | Zöllner gerät in große Geldnot, da ihm Dagmars Drogendealer wegen einer geplatzten Geldübergabe im Nacken sitzt. Er nutzt Jutta aus, damit sie ihm Geld gibt. Als dies nicht gelingt, geht er ein Geschäft mit Vivi ein. Als diese das zugesagte Geld nicht auftreiben kann, vergeht er sich an ihr. | 3. Nov. 1997       |
| 8          | 8         | Eine Leiche zuviel     | Dagmar bringt Zöllner bei einem Handgemenge in den Baderäumen um. Zunächst versucht sie, Walter den Mord in die Schuhe zu schieben. Walter, Daggi, Uschi, Vivi und Regine beginnen nun, Zöllners Leiche auf den Kompost in der Gärtnerei zu befördern. Währenddessen wird in der JVA von einem Kommissar ermittelt, auf den Lollo ein Auge geworfen hat. Während die Polizei glaubt, Zöllner habe die JVA verlassen und sei untergetaucht, bemerkt Jutta, welch ein falsches Spiel Zöllner mit ihr gespielt hat.                                                                          | 10. Nov. 1997      |
| 9          | 9         | Liebesschwüre          | Mit der Beziehung zum Kommissar Fuchs gefährdet Lollo ihre Mitinsassinnen, woraufhin sie dazu gebracht wird, Daniel anzulügen. Eine vermeintliche Terroristin wird inhaftiert, die Kontakt mit Regine aufnimmt. | 1. Dez. 1997       |
| 10         | 10        | Die Entscheidung       | Vivi ist verzweifelt, als sie bemerkt, dass sie von Zöllner schwanger ist. Damit das Personal keinen Verdacht schöpft, lässt sie das Kind von einer Engelmacherin heimlich abtreiben, woran sie fast verblutet. Vivi muss nun mit dem Gedanken leben, nie wieder Kinder zu bekommen. | 8. Dez. 1997       |
| 11         | 11        | Der Verrat             | Nachdem Ilse aufgrund von Jeanettes Spitzeleien in den Bunker gesperrt wird, bekommen die Frauen heraus, dass Jeanette der Spitzel auf der Station ist und sie wird von den Frauen bestraft. Caros Identität fliegt gleichzeitig auf, da sie den Auftrag im Gefängnis hatte, Regine davon zu überzeugen, gegen ihre Terroristeneinheit vor Gericht auszusagen. Regine ist zutiefst enttäuscht und isoliert sich nun noch mehr von der Gemeinschaft. | 15. Dez. 1997      |
| 12         | 12        | Männer                 | Nachdem Dr. Beck Nina dazu bewegt hat, ihrer Mutter zu verzeihen, ist Susanne überglücklich und beginnt, Dr. Beck zu verehren. Auch Jeanette hat ein Auge auf Dr. Beck geworfen – Ilse und Walter machen sich jedoch aus Jeanettes Situation einen Spaß. | 22. Dez. 1997      |
| 13         | 13        | Die Versuchung         | Martinas Ehemann schleust sich als Monteur in die JVA, um Martina zur Flucht zu verhelfen. Als Martina jedoch merkt, dass Alexander nicht an ihre Unschuld glaubt, schlägt sie die Fluchtmöglichkeit aus. Mutz kann nicht länger unter einem Geheimnis leben und schenkt der Familie ihrer Tochter reinen Wein über ihre Vergangenheit ein. Kurze Zeit später geschieht jedoch ein tragisches Unglück. | 29. Dez. 1997      |
| 14         | 14        | Das Christkind         | Martina findet in der Gärtnerei ein Kind. Sie bringt es in ihre Zelle, woraufhin das Kind von Vivi gestohlen wird. Als sich herausstellt, dass die Mutter heimlich die Schwangerschaft ausgetragen hat und sich daraufhin umgebracht hat, findet sich der Vater. Vivi bringt es schließlich am Heiligabend übers Herz, das Kind wieder abzugeben. | 29. Dez. 1997      |
| 15         | 15        | Prost Neujahr!         | Während die Frauen auf der Station Silvester feiern, sind Walter und Vivi damit beschäftigt, aus dem Gefängnis auszubrechen. Getarnt als Gefängnispersonal durchqueren sie schließlich die Schleuse. | 12. Jan. 1998      |
| 16         | 16        | Überraschender Besuch  | Vivi und Walter tauchen nach ihrer Flucht zu Hause bei Jutta auf und erpressen sie, ihr Trunkenheitsgeheimnis der Silvesternacht öffentlich zu machen. Jutta, die von Dr. Kaltenbach nach der Flucht von Walter und Vivi unter strengster Beobachtung steht, geht auf die Erpressung ein. Als Vivi sich auf die Suche nach ihrem Sohn macht, werden beide von der Polizei aufgespürt und wieder in die JVA gebracht. | 19. Jan. 1998      |
| 17         | 17        | Die letzte Hoffnung    | Dieter wird als schwerer Pflegefall nach Hause entlassen, wo er sich wünscht, endlich erlöst zu werden. Mutz wird von ihrer Tochter angefleht, Dieter seinen Wunsch zu erfüllen, doch Mutz will nicht noch einmal denselben Fehler machen. Schließlich bringt Gaby ihren Ehemann mit Methadon um. Damit Gaby sich weiterhin um ihre Kinder kümmern kann, beschließt Mutz, die Schuld auf sich zu nehmen und kommt erneut nach Reutlitz als Insassin. | 26. Jan. 1998      |
| 18         | 18        | Bittere Wahrheit       | Walter und Vivi kommen aus dem Bunker wieder zurück auf ihre Zelle und müssen nun damit leben, nicht mehr eine Zelle gemeinsam zu teilen. Dagmar will Walters Posten nun übernehmen, wird jedoch von Walter gewaltsam zurechtgewiesen. Der Mord an Zöllner droht aufzufliegen, da in der Gärtnerei neue Rohre verlegt werden müssen. Alexander bemerkt, dass Martinas vermeintliche Freundin Gudrun ein falsches Spiel getrieben hat und die ganze Zeit ihren Sohn Oliver in ihrer Obhut hatte. Martina ist überglücklich, als sie ihren Sohn endlich wieder in ihre Arme schließen kann. | 2. Feb. 1998       |
| 19         | 19        | Altlasten              | Nachdem Martinas Unschuld bewiesen wurde, wurde sie aus dem Gefängnis entlassen. Zeitgleich wird jedoch Zöllners Leiche gefunden und Martina wird aufgrund der Vergewaltigung von Zöllner als Haupttatverdächtige im Gefängnis festgehalten. Für Martina beginnt der Albtraum noch einmal, doch schließlich schafft es Vivi, sie zu entlasten und Martina darf endlich zu ihrer Familie in die Freiheit. | 9. Feb. 1998       |
| 20         | 20        | Wahre Liebe            | Während Lollo daran zweifelt, dass ihr Kriminalkommissar sie wirklich liebt, sucht Ilse per Zeitungsannonce nach einem Lebensgefährten. Zöllners Tatwaffe wird gefunden, allerdings wird der Verdacht auf einen bereits verstorbenen Drogen-Junkie gelegt. | 23. Feb. 1998      |
| 21         | 21        | Vertrauensfragen       | Regine hat eine Biographie geschrieben, doch Fock und Jutta Adler wollen sie daran hindern, das Skript zu veröffentlichen. Dr. Kaltenbach setzt sich für Regine ein und riskiert dabei ihren Posten als Anstaltsleiterin. Schließlich schafft es Kaltenbach und Fock wird von seinem Posten im Ministerium entlassen. Durch ihr Buch bekommt Regine nun auch endlich ein besseres Verhältnis zu ihrem Sohn. | 23. Feb. 1998      |
| 22         | 22        | Freundinnen            | Walters Geheimnis, nicht Lesen und Schreiben zu können, fliegt auf. Während Walter sich von den Insassinnen und Jutta Spott anhören muss, will Susanne ihr als ehemalige Lehrerin das Lesen und Schreiben beibringen. Vivi ist deswegen so eifersüchtig, dass sie die Beziehung mit Walter beendet. | 2. März 1998       |
| 23         | 23        | Die Bewährung          | Uschi leidet nach einem Duschunfall unter einer Amnesie, was Dagmar für ihre Zwecke ausnutzt. Ausgerechnet zu dieser Zeit soll Uschi für ihre Bewährung einen Bericht schreiben. Dagmar intrigiert und stellt sich vor Uschi als gute Freundin dar. Nachdem Uschis Erinnerungen zurückkommen, wird sie gegen Dagmar gewalttätig, weswegen sie nicht mehr vorzeitig entlassen werden kann. | 9. März 1998       |
| 24         | 24        | Vermisst               | Nachdem Nina aufgrund des Drucks ihrer Großmutter von zu Hause ausgerissen ist, liegen bei Susanne die Nerven blank. Walter und Vivi kümmern sich um Susanne und kommen sich dabei wieder näher. Als Nina nach einem Fernsehaufruf ihrer Mutter in der JVA auftaucht, ist Susanne überglücklich. Doch Marlies will Ninas Aussage vor der Polizei noch immer verhindern. | 16. März 1998      |
| 25         | 25        | Falsches Spiel         | Bei den Frauen in der JVA bricht Entsetzen aus, als Zöllners Zwillingsbruder in der JVA auftaucht. Jeanette erfährt schließlich, dass Zöllner die JVA aus Rache an seinem Bruder schließen will. Während die Frauen protestieren und ihre Arbeit niederlegen, macht Daniel Lollo einen Heiratsantrag. | 23. März 1998      |
| 26         | 26        | Traumhochzeit          | Während Susanne unter allen Umständen erfolgreich versucht, einen neuen Anwalt für ihre Revision zu finden, bricht für Lollo eine Welt zusammen, als ihr Verlobter die Hochzeit verschieben will. Schließlich schafft sie es jedoch, Daniel zu überzeugen und Lollo heiratet Daniel in der JVA. | 30. März 1998      |

## Besetzung
Die Besetzung von Hinter Gittern trat in der ersten Staffel folgendermaßen in Erscheinung:

### Insassinnen
| Rollenname                      | Schauspieler           | Folgen                          | Anzahl    | Bemerkungen und Rollenentwicklung in Staffel 1 |
| ------------------------------- | ---------------------- | ------------------------------- | --------- | --- |
| Tina Stein                      | Martina Baumann        | 1–26                            | 26 Folgen | Kleinrolle; tritt meistens im Hintergrund auf; führte zwischenzeitlich eine Affäre mit Walter. |
| Christine „Walter“ Walter       | Katy Karrenbauer       | 1–12, 14–16, 18–26              | 24 Folgen | Lesbische Rädelsführerin; führt eine Beziehung mit Vivi Andraschek; floh mit ihr für kurze Zeit aus der JVA; ist Analphabetin.                                                                                   |
| Ursula „Uschi“ König            | Barbara Freier         | 1–12, 14–20, 23–26              | 23 Folgen | Zweite Rädelsführerin; hilft anderen Insassinnen bei Problemen. |
| Vivien „Vivi“ Andraschek        | Annette Frier          | 1–10, 14–16, 18–26              | 22 Folgen | Freundin von Walter; wurde von Zöllner vergewaltigt; hat abgetrieben und kann keine Kinder mehr bekommen; flieht zwischenzeitlich mit Walter auf der JVA, um ihren Sohn zu finden.                               |
| Susanne Teubner                 | Cheryl Shepard         | 1–7, 10–15, 17–19, 21–26        | 22 Folgen | Zunächst Protagonistin der Serie; wird in Folge 1 wegen des Mordes an ihrem Mann inhaftiert; Stationssprecherin; leidet unter der Entfernung zu ihren Kindern; kümmert sich um eine Wiederaufnahme ihres Falles. |
| Agnes Herrmann                  | Dagmar Bertram         | 2, 5–6, 8–26                    | 22 Folgen | Kleinrolle; tritt meistens im Hintergrund auf. |
| Dagmar Friese                   | Kristiane Kupfer       | 1–10, 14–20, 23–26              | 21 Folgen | Berechnende und kaltherzige Drogendealerin in der JVA; tötet den Schließer Zöllner und lässt die Leiche verschwinden.                                                                                            |
| Jeanette Bergdorfer             | Christine Schuberth    | 1, 5–7, 9–12, 14–26             | 21 Folgen | Gefängnisspitzel; aufmüpfige Putzkraft. |
| Illona „Lollo“ Fuchs geb. Kühne | Isabella Schmid        | 1–10, 14–17, 19–22, 25–26       | 20 Folgen | Schönheit der JVA; findet Gefallen an dem Kommissar Daniel Fuchs und heiratet ihn im Staffelfinale. |
| Ilse Brahms                     | Christiane Reiff       | 1–7, 9–20, 26                   | 20 Folgen | Gute Seele der JVA; Küchenhilfe; auf der Suche nach einem Mann. |
| Regine Seifert                  | Ana Fonell             | 1–2, 5–12, 14–15, 17, 19–22, 25 | 18 Folgen | Terroristin; ist ziemlich skeptisch und vertraut niemandem; nimmt Kontakt zu ihrem Sohn auf und schreibt eine Autobiographie.                                                                                    |
| Martina Thielmann               | Katja Strobel          | 1–3, 5–6, 8, 11–15, 17–19       | 14 Folgen | Kommt unschuldig in die JVA und wird zunächst von den Insassinnen gemobbt und misshandelt; wird entlassen, nachdem ihre Unschuld bewiesen wurde.                                                                 |
| Margarethe „Mutz“ Korsch        | Brigitte Renner        | 1–3, 5–6, 12–13, 17–19, 26      | 11 Folgen | Älteste Insassin; verurteilt wegen Sterbehilfe; wird entlassen, kurze Zeit später jedoch wieder inhaftiert, da sie die Sterbehilfe ihrer Tochter an ihrem Schwiegersohn auf sich genommen hat.                   |
| Katrin Tornow                   | Tanya Neufeldt         | 1–4, 7, 10, 14–16, 18           | 10 Folgen | Drogensüchtig; beginnt eine Affäre mit dem Psychologen Dr. Goran. |
| Caroline „Caro“ Wagner          | Friderikke-Maria Hörbe | 9–11                            | 3 Folgen  | Geheimagentin; wird ins Gefängnis geschleust, um Regine dazu zu bewegen, gegen ihre Vereinigung vor Gericht auszusagen; wird entlassen, nachdem ihre wahre Identität aufgeflogen ist.                            |

### Gefängnispersonal
| Rollenname              | Schauspieler        | Folgen                                  | Anzahl    | Bemerkungen und Rollenentwicklung in Staffel 1 |
| ----------------------- | ------------------- | --------------------------------------- | --------- | --- |
| Jutta Elisabeth Adler   | Claudia Loerding    | 1–9, 11–26                              | 25 Folgen | Zunächst kommissarische Anstaltsleiterin, ab Folge 2 Stellvertretende und Stationsleiterin der JVA; Affäre von Gerhard bis zu dessen Tod; hat ein Alkoholproblem; unbeliebt bei den Insassinnen. |
| Dr. Evelyn Kaltenbach   | Franziska Matthus   | 2–26                                    | 25 Folgen | Leiterin der JVA; angedeutete Affäre von Dr. Beck; setzt sich für die Insassinnen ein; unbeliebt beim Personal.                                                                                  |
| Silke Jakoby            | Judith von Radetzky | 1–12, 14–18, 23, 25–26                  | 20 Folgen | Schließerin; gute Freundin von Jutta; will ihr bei ihrem Alkoholproblem helfen. |
| Peter Kittler           | Egon Hofmann        | 1–10, 13, 15, 17–24                     | 20 Folgen | Schließer; guter Freund von Horst. |
| Horst Dahnke            | Thomas Engel        | 1–4, 6–10, 13–15, 18–25                 | 20 Folgen | Schließer; guter Freund von Peter. |
| Birgit Schnoor          | Uta Prelle          | 1, 4–17, 19–20, 22, 26                  | 19 Folgen | Schließerin, Freundin von Jutta. |
| Dr. Bernd Beck          | Dirk Mierau         | 1–5, 10–12, 14, 16–17, 19–20, 22, 24–26 | 17 Folgen | Gefängnisarzt; führt eine Liaison mit Dr. Kaltenbach (dies wird zumindest angedeutet). Hegte aber auch Gefühle für Susanne Teubner.                                                              |
| Sybille „Möhrchen“ Mohr | Heidi Weigelt       | 3, 6–7, 13–17, 19–26                    | 16 Folgen | Sekretärin der Gefängnisleitung. |
| Gerhard Zöllner †       | Wolfgang Finck      | 1–8, 10, 19                             | 10 Folgen | Schließer; Freier von Katrin; leitet mit Dagmar den Drogenhandel in der JVA; wird von Dagmar ermordet.                                                                                           |
| Matthias Goran          | Dieter Bach         | 2, 5, 12, 15                            | 4 Folgen  | Gefängnispsychologe; führt eine Affäre mit Katrin. |

### Angehörige
| Rollenname              | Schauspieler             | Folgen             | Anzahl   | Bemerkungen und Rollenentwicklung in Staffel 1 |
| ----------------------- | ------------------------ | ------------------ | -------- | --- |
| Nina Teubner            | Marie-Ernestine Worch    | 1, 4–5, 12, 24, 26 | 6 Folgen | Tochter von Susanne; wurde von ihrem Vater vergewaltigt; ringt mit sich, ob sie ihren Missbrauch vor Gericht aussagen soll.                                                                 |
| Marlies Teubner         | Imke Barnstedt           | 1, 4–5, 12, 24, 26 | 6 Folgen | Schwiegermutter von Susanne; will verhindern, dass Susanne auf freien Fuß kommt und intrigiert gegen sie. Will nicht wahrhaben, dass ihr Sohn seine eigene Tochter sexuell missbraucht hat. |
| Daniel Fuchs            | Rainer Frank             | 8–9, 19–20, 25–26  | 6 Folgen | Kriminalkommissar; kommt wegen Zöllners Verschwinden nach Reutlitz, um dort zu ermitteln; lernt Lollo kennen und heiratet sie im Staffelfinale.                                             |
| Martin Teubner          | Maximilian Seidenstücker | 1, 4–5, 12, 26     | 5 Folgen | Sohn von Susanne; leidet unter dem Abstand zu seiner Mutter. |
| Hans-Werner Fock        | Rüdiger Kuhlbrodt        | 2, 11, 16, 20–21   | 5 Folgen | Staatssekretär im Justizministerium; wird nach einer Intrige gegen Regine entlassen. |
| Felix Kaiser            | Roman Brauner            | 5–6, 12–13, 17     | 5 Folgen | Enkel von Mutz; Zwillingsbruder von Sebastian; trifft seine Großmutter erstmals und verliert seinen Vater.                                                                                  |
| Gaby Kaiser geb. Korsch | Silvia Rachor            | 5–6, 13, 17        | 4 Folgen | Tochter von Mutz; nimmt nach der Entlassung ihrer Mutter wieder Kontakt zu ihr auf; leistet Sterbehilfe bei ihrem Pflegebedürftigen Ehemann; lässt Mutz für sie wieder ins Gefängnis gehen. |
| Dieter Kaiser †         | Peter Mohrdieck          | 5–6, 13, 17        | 4 Folgen | Schwiegersohn von Mutz; stürzt die Treppe runter und ist bis zum Hals gelähmt; will sterben und wird daraufhin von seiner Ehefrau erlöst.                                                   |
| Sebastian Kaiser        | Raoul Brauner            | 5–6, 13, 17        | 4 Folgen | Enkel von Mutz; Zwillingsbruder von Felix; trifft seine Großmutter erstmals und verliert seinen Vater.                                                                                      |
| Elisabeth Adler         | Hannelore Minkus         | 6, 14, 16–17       | 4 Folgen | Mutter von Jutta; extrem dominant und altmodisch; will über Juttas Leben bestimmen. |
| Alexander Tielmann      | Kai Buth †               | 13, 18–19          | 3 Folgen | Ehemann von Martina. |
| Gudrun Förster          | Brit Gdanietz            | 13, 18–19          | 3 Folgen | Vermeintliche Freundin von Martina; entführt Martinas Kind nach dem plötzlichen Kindstod ihres Sohnes; wird verhaftet.                                                                      |
| Mario Schmidt           | Dominik Bender           | 7, 10              | 2 Folgen | Geldhai und Drogendealer, der mit Hilfe von Gerhard Zöllner und Dagmar Drogen in die JVA schmuggelt.                                                                                        |
| Karl-Heinz Zöllner      | Wolfgang Finck           | 25                 | 1 Folge  | Zwillingsbruder von Gerhard Zöllner. |
| Dr. Thomas Maybach      | Burkhard Heyl            | 26                 | 1 Folge  | Neuer Anwalt von Susanne Teubner. |

### Todesfälle der Staffel
| Folge | Person          | Art des Todes            | Handlung |
| ----- | --------------- | ------------------------ | --- |
| 8     | Gerhard Zöllner | Erstochen                | Gerhard Zöllner stirbt bei einem Handgemenge, als Dagmar ihn ersticht. Seine Leiche wird von Walter und Uschi und vergraben.                                                                                          |
| 14    | N.N.            | Suizid                   | Nicht namentlich erwähnte Nebenrolle. Beginnt vor Heiligabend Suizid. |
| 17    | Dieter Kaiser   | Sterbehilfe nach Lähmung | Nachdem Dieter von der Treppe gefallen und sein ganzer Körper gelähmt ist, wird er als schwerer Pflegefall nach Hause entlassen. Dort hat er nur noch einen Wunsch: sterben. Seine Ehefrau erfüllt ihm diesen Wunsch. |
| 20    | N.N.            | Erstochen                | Bei einem Handgemenge mit Zöllners Mordwaffe erstochen. |

## Quoten
Durchschnittlich verfolgten 3,8 Millionen (13,76 Prozent) Zuschauer die Serie.